# 奇戈莱
奇戈莱（義大利語：Cigole），是意大利布雷西亚省的一个市镇。总面积9平方公里，人口1662人，人口密度184.7人/平方公里（2009年）。国家统计（ISTAT）代码为017053。